# Bernard Ortet
Pour les articles homonymes, voir Ortet (patronyme).
Bernard Ortet, né vers 1720 à Toulouse et mort en 1782 dans la même ville, est un ferronnier français spécialisé en serrurerie et ferronnerie d'art. Il est considéré, au côté de Joseph Bosc, comme l'un des deux grands ferronniers toulousains du XVIIIe siècle.

## Biographie

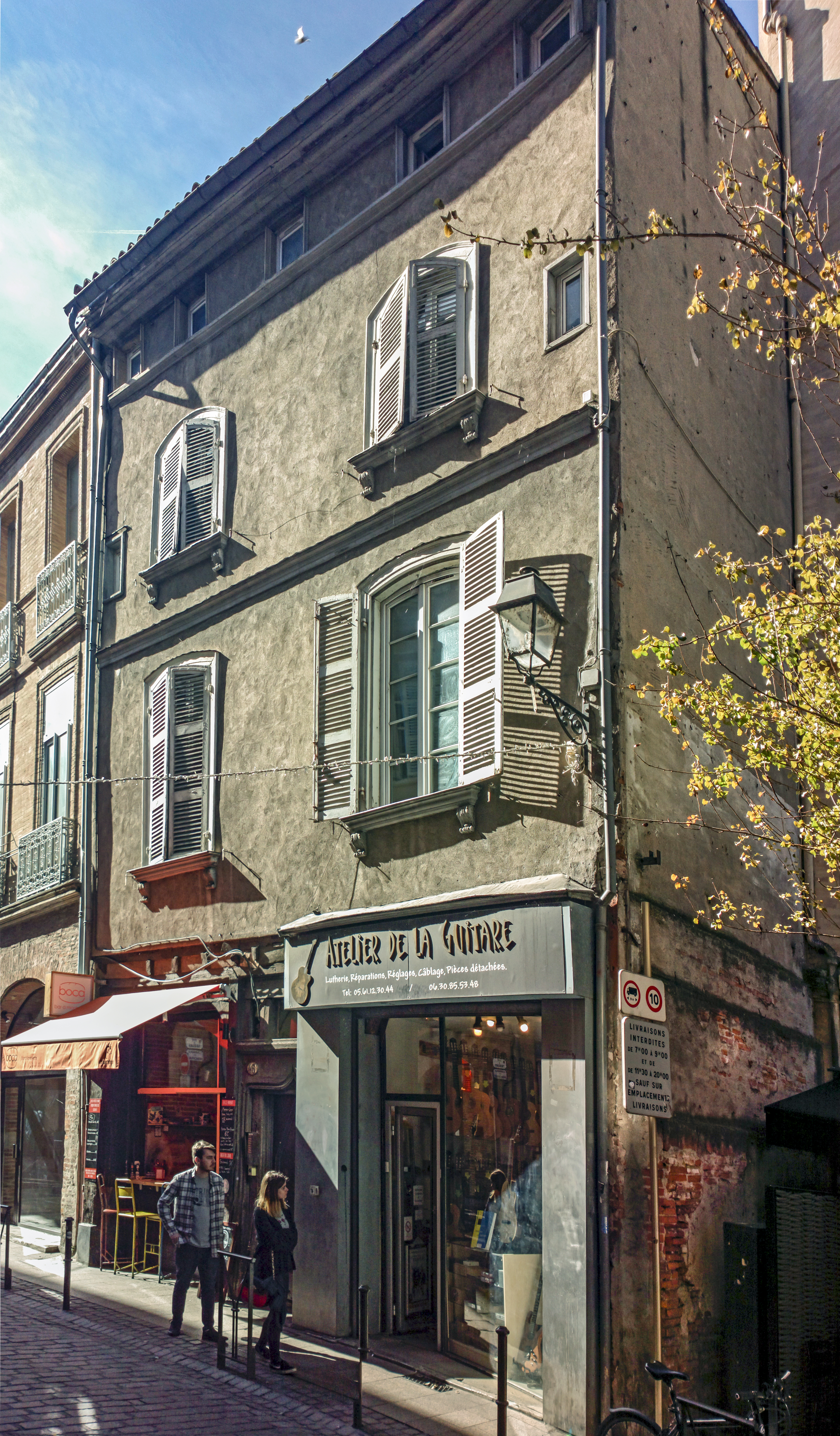
no 45 rue Peyrolières : maison de Bernard Ortet.

Bernard Ortet, né vers 1720 à Toulouse, grandit dans une famille de ferronniers ou « serruriers ». Il vit au milieu du quartier des chaudronniers de la ville, rue Peyrolières (« chaudronniers », pairoliers en occitan). L'immeuble en corondages dans lequel il vécut (actuel no 45), probablement bâti à la fin du XVe siècle ou au tout début du XVIe siècle, est agrandi au milieu du XVIIIe siècle, probablement par Bernard Ortet.
Il est l'élève du peintre Antoine Rivalz. Actif à partir du milieu du XVIIIe siècle, il réalise de nombreuses œuvres pour la municipalité, mais surtout pour les membres de l'élite toulousaine, pour lesquels il réalise des grilles et des rampes d'escalier en fer forgé qui ornent leurs hôtels particuliers. Il exécute également certaines commandes religieuses, en particulier pour les cathédrales Saint-Étienne de Toulouse et Saint-Alain de Lavaur.

## Œuvres

### Hôtels particuliers et châteaux
- Capitole de Toulouse (no 1 place du Capitole, Toulouse) : garde-corps des balcons du 1er étage (1750-1760) ;
- hôtel de Puivert (no 8-8bis rue Bouquières, Toulouse) : balcon du corps central et rampe de l'escalier d'honneur (1752) ;
- château de Larra (no 1550 route de Larra, Larra) : rampe d'escalier (1760) ;
- hôtel de Nupces (no 15 rue de la Bourse, Toulouse) : garde-corps des fenêtres et rampe de l'escalier d'honneur (entre 1765 et 1770).
- hôtel d'Andrieu de Montcalvel (no 10 rue Croix-Baragnon, Toulouse) : portail, garde-corps des fenêtres et rampe d'escalier (vers 1770) ;
- hôtel de Bonfontan (no 41 rue Croix-Baragnon, Toulouse) : garde-corps des fenêtres des 1er et 2e étages (1771).

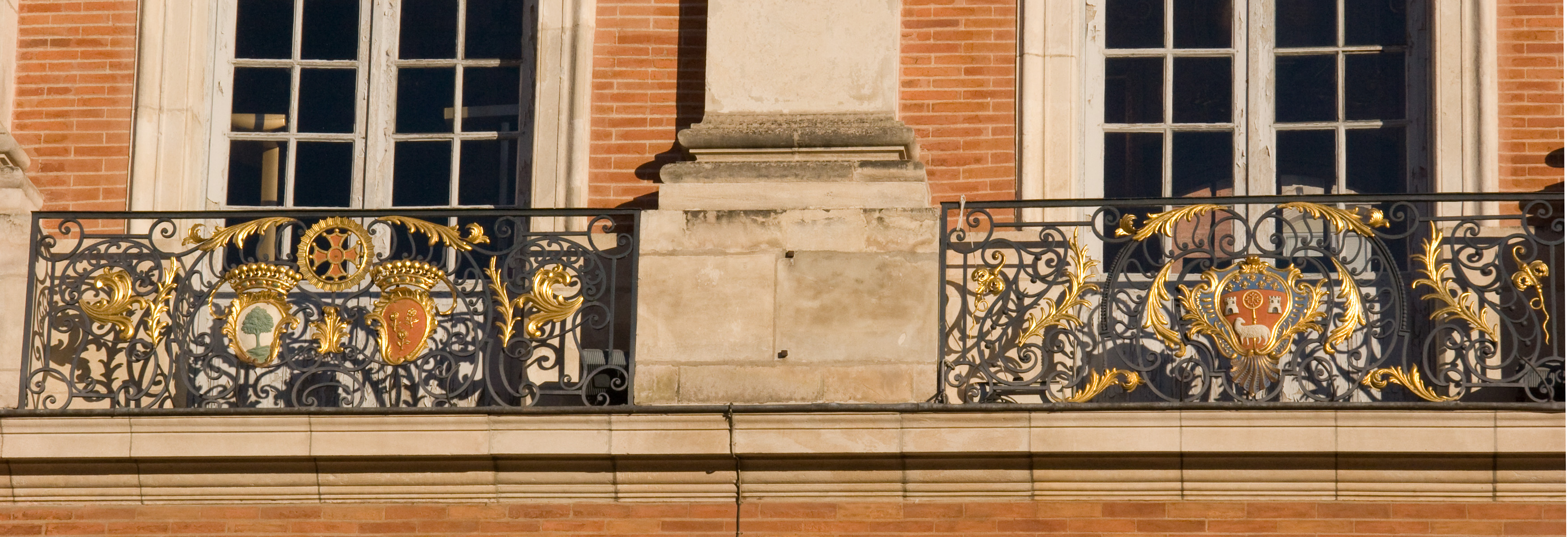
Blasons des capitouls sur les balcons du Capitole.
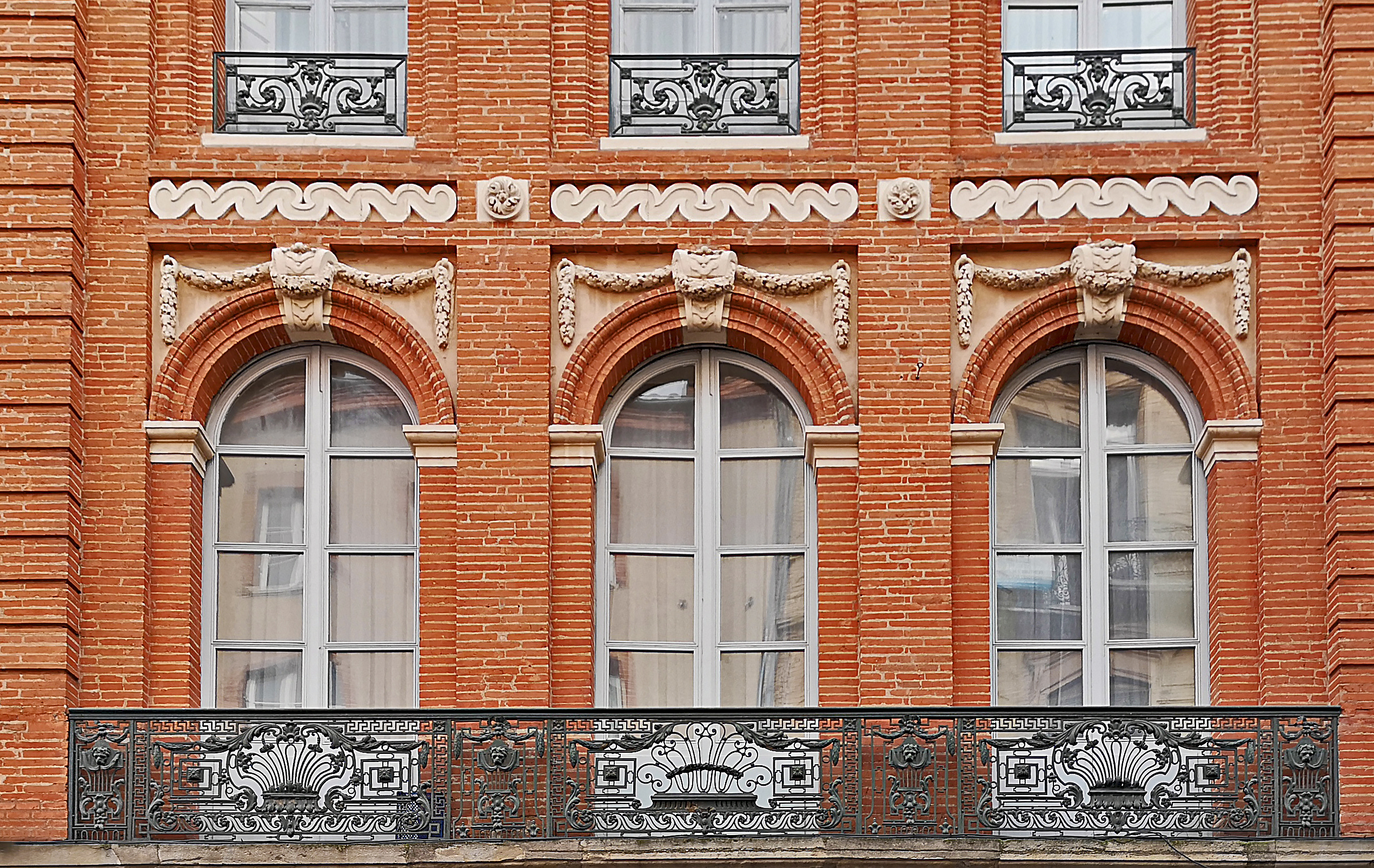
Ferronneries de style rocaille de l'hôtel de Bonfontan.
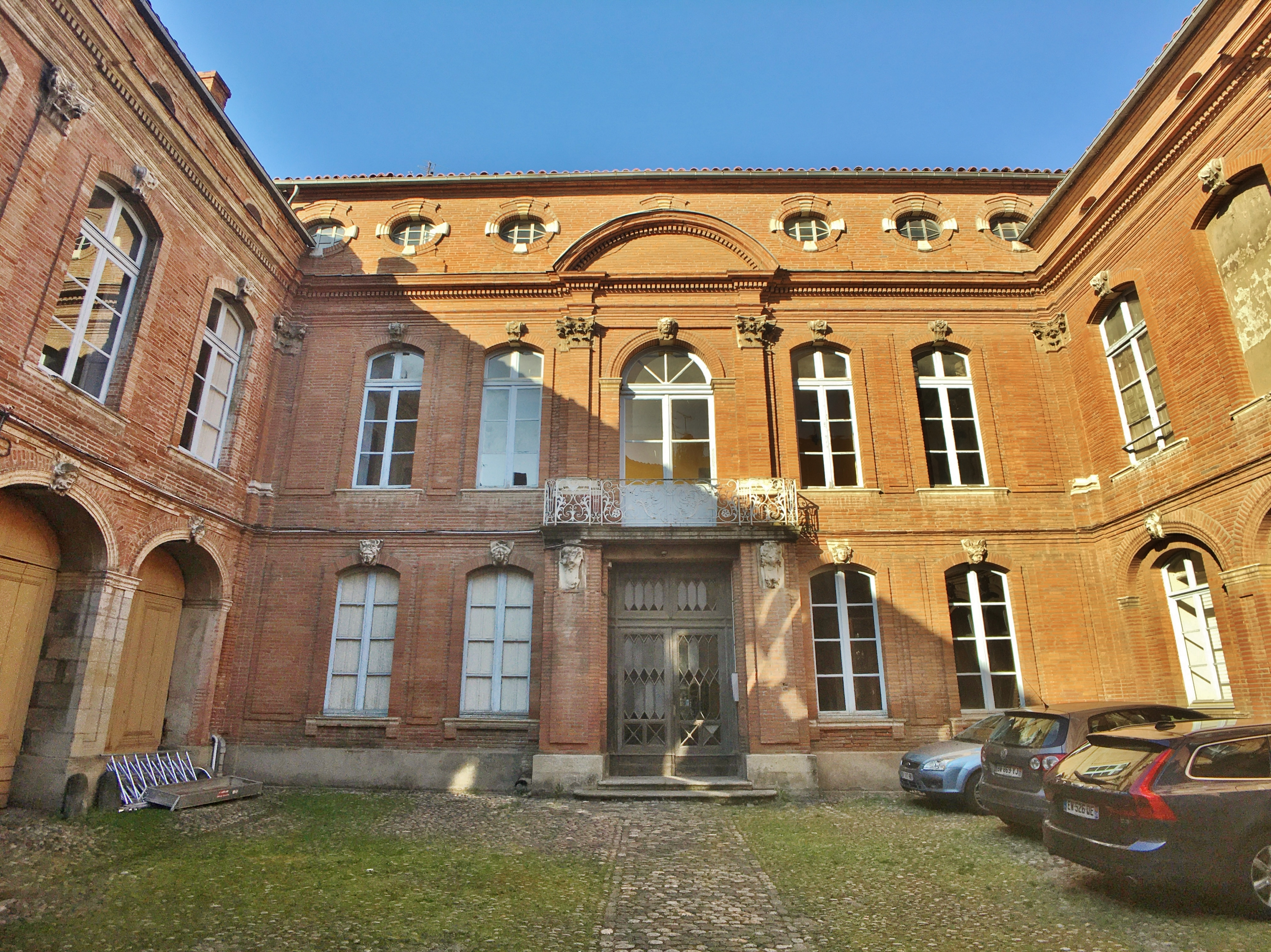
Balcon dans la cour intérieure de l'hôtel de Puivert.
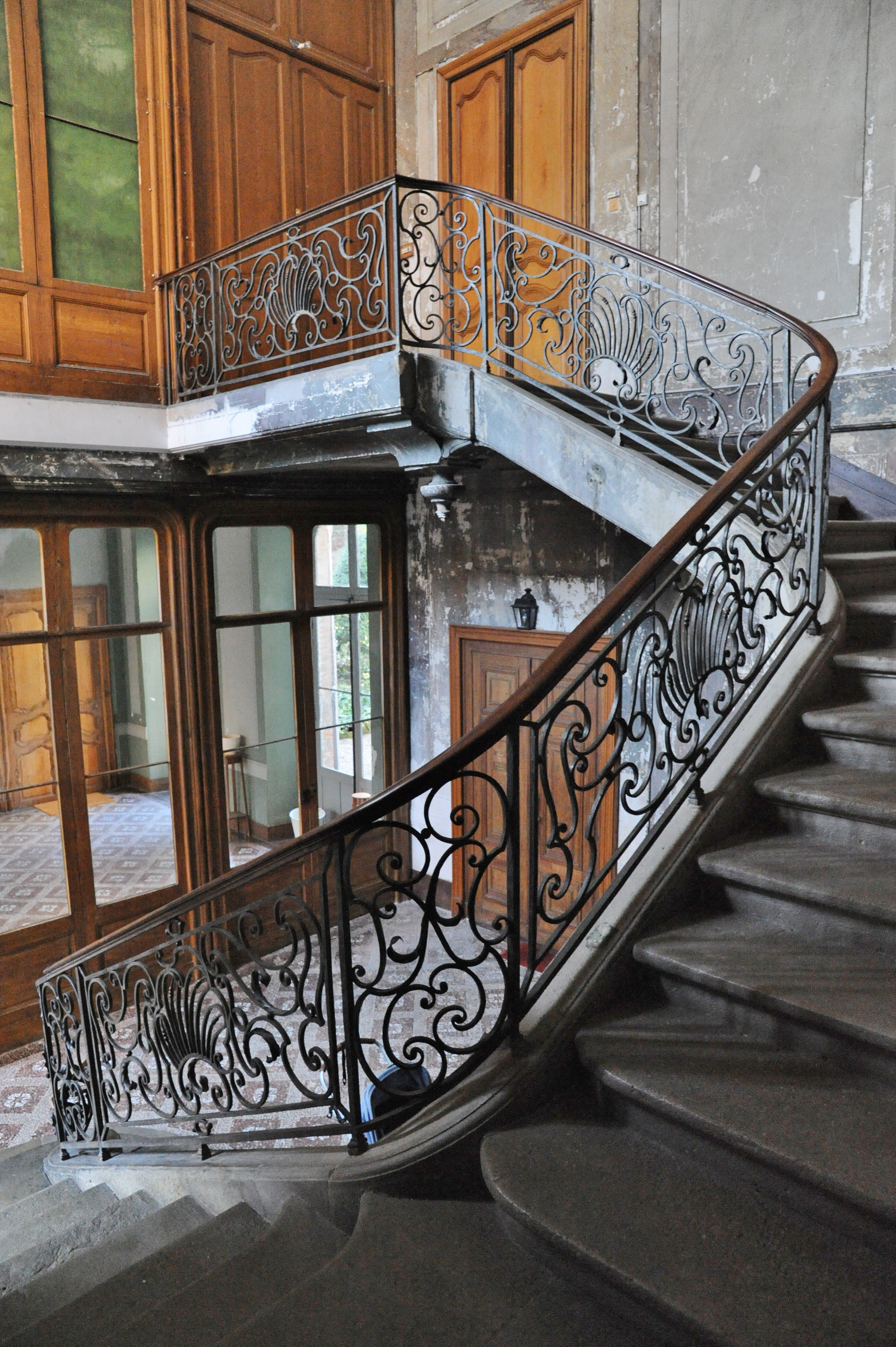
Rampe d'escalier de l'hôtel de Puivert.
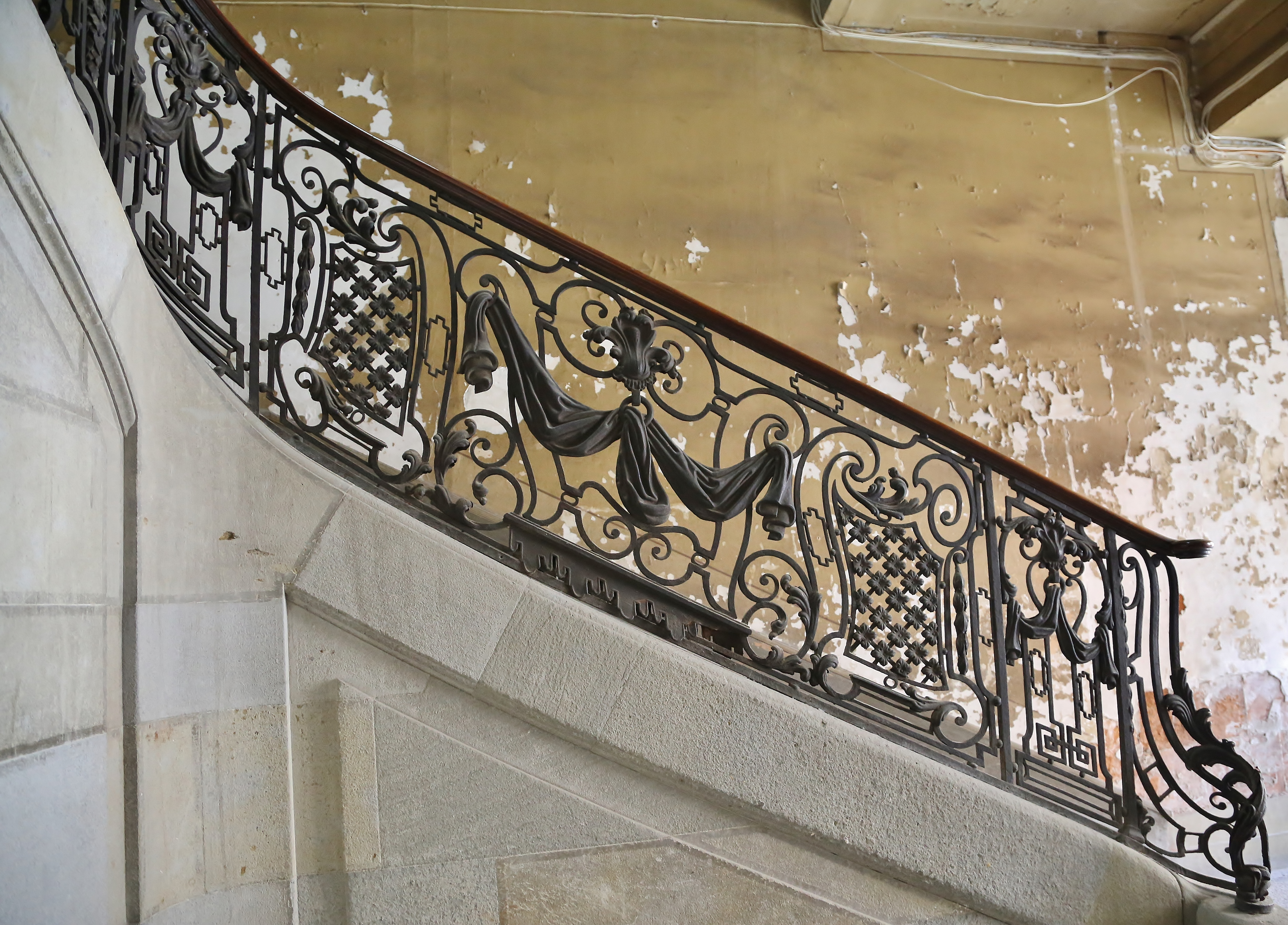
Rampe d'escalier de l'hôtel d'Andrieu de Montcalvel.
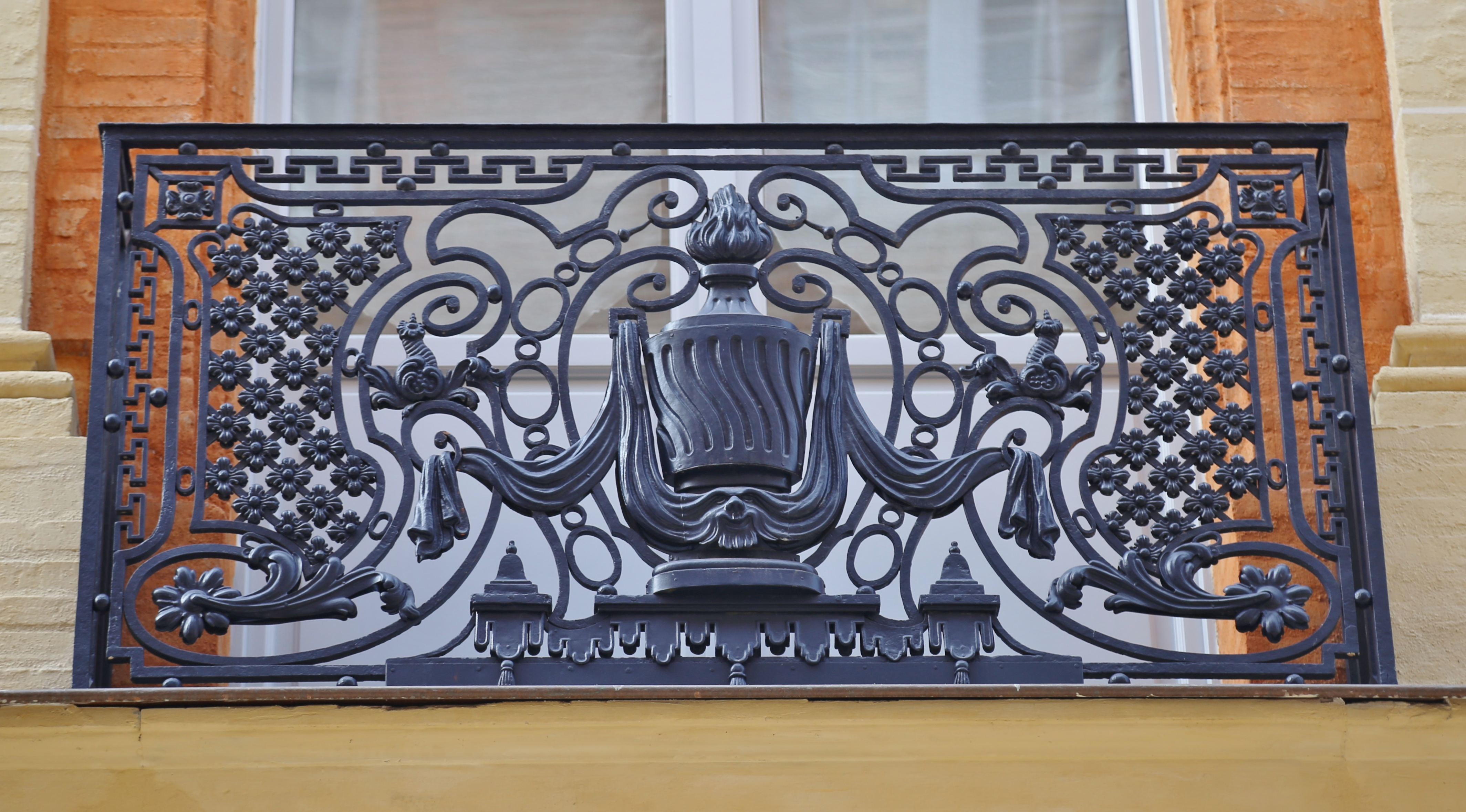
Hôtel d'Andrieu de Montcalvel.
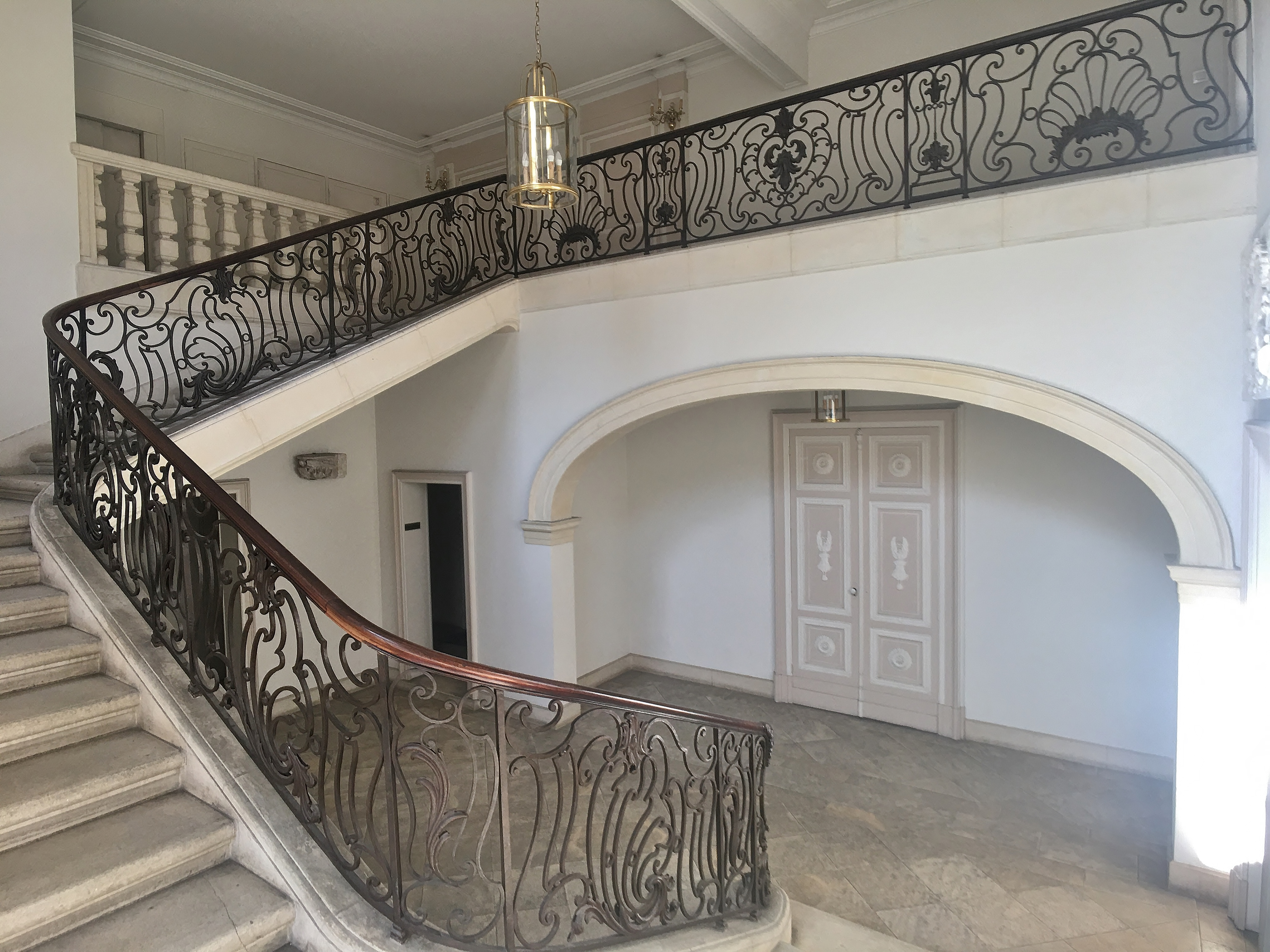
Rampe d'escalier de l'hôtel de Nupces.

### Églises et cathédrales
- église des sœurs Tiercerettes (disparue, rue des Salenques, Toulouse) : balustrade (1750) ;
- cathédrale Saint-Étienne (place Saint-Étienne, Toulouse) : clôture de chœur (1765-1766)[1] ;
- cathédrale Saint-Alain (place Saint-Alain, Lavaur) : aigle-lutrin (1778). Le pupitre est formé de deux aigles face à face. Le socle triangulaire présente à chaque angle les symboles de trois évangélistes[2].
- église Notre-Dame du Taur (no 12 bis rue du Taur, Toulouse) : appui de communion du grand autel (1778).

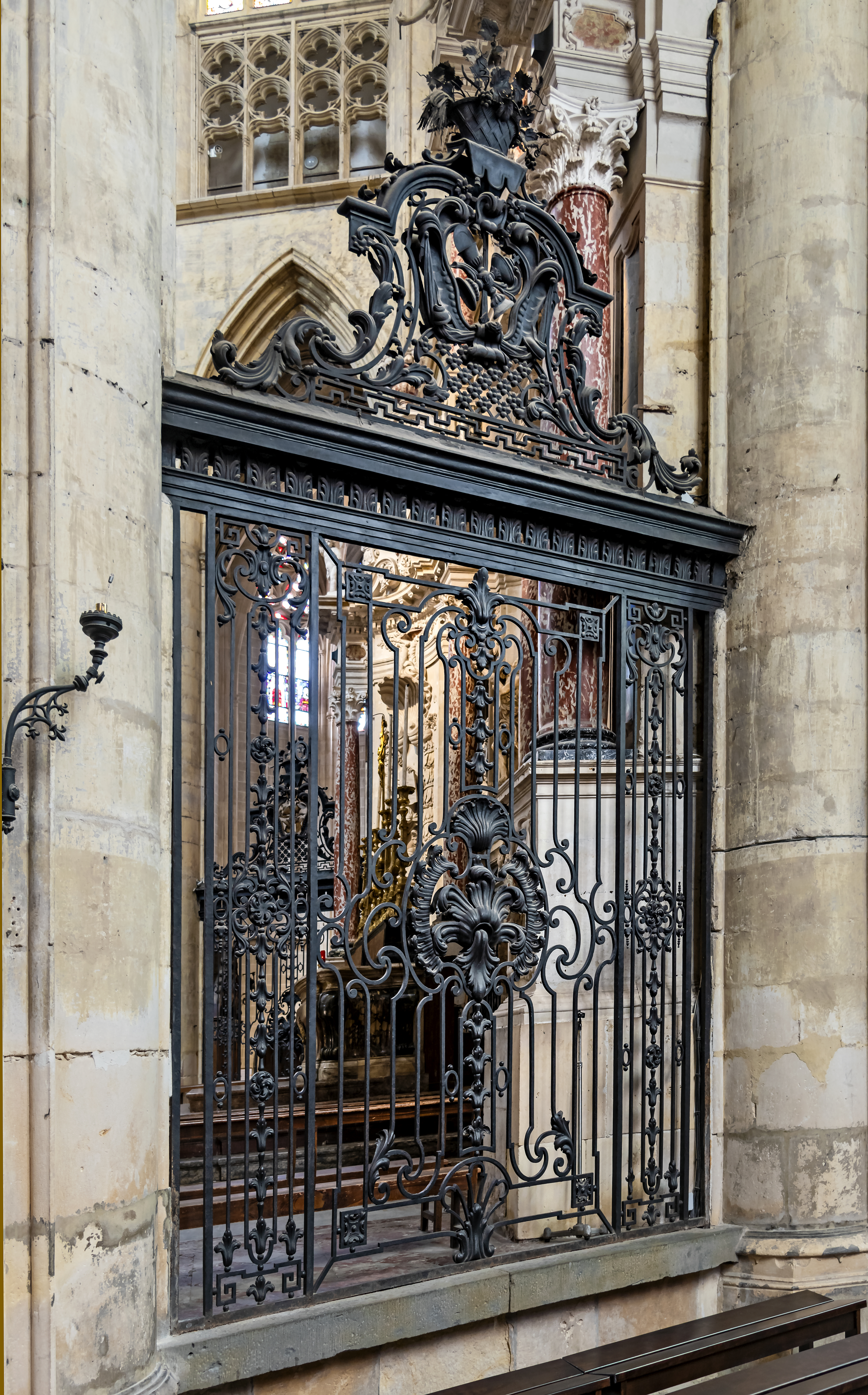
Grilles de la clôture du chœur de cathédrale Saint-Étienne.
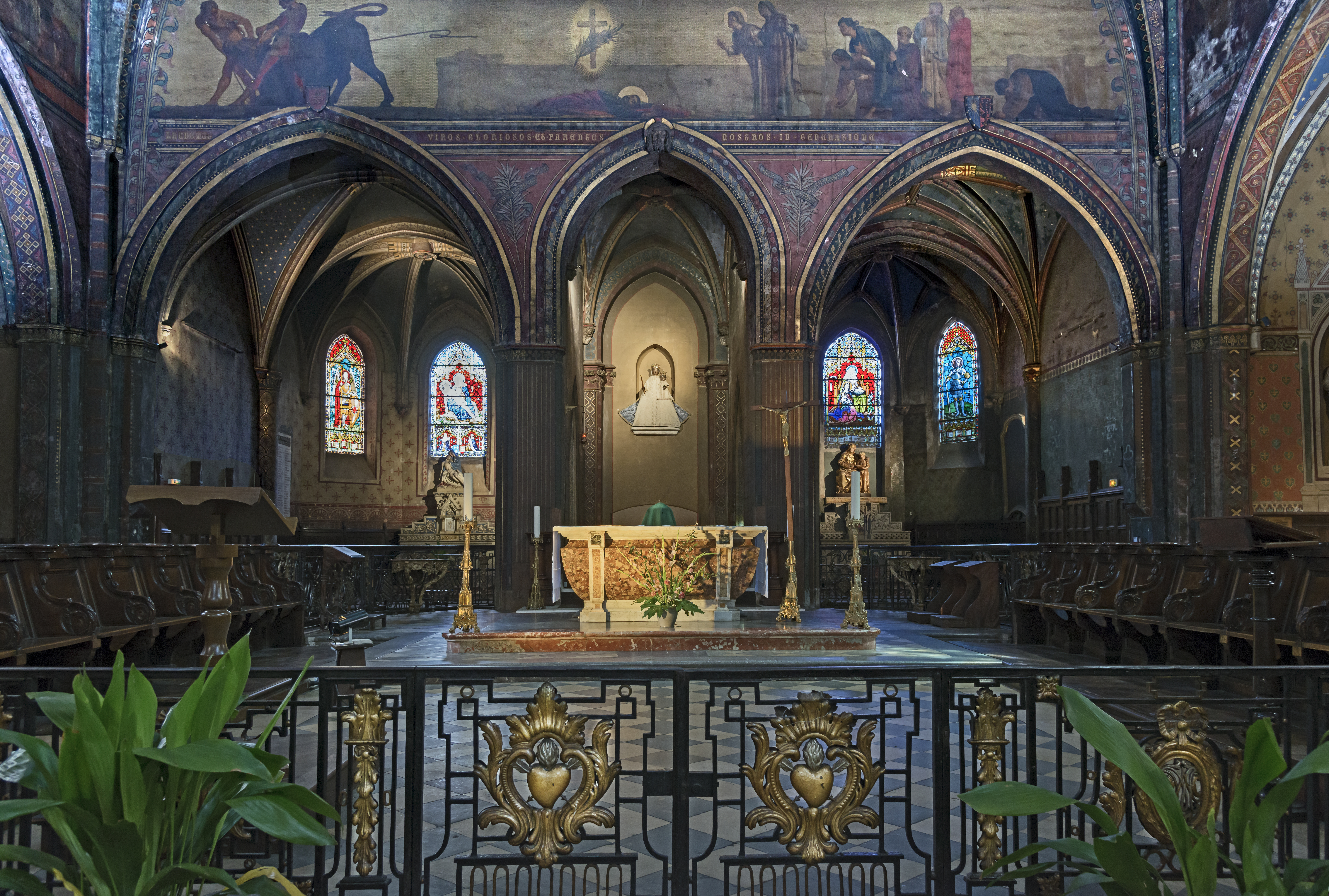
Grille du grand autel de l'église Notre-Dame du Taur.

## Hommage
En 1937, une partie du chemin des Redoutes, dans le quartier de Marengo, a été renommée en son honneur.